# Dadra, Nagarhaweli, Daman i Diu
Dadra, Nagarhaweli, Daman i Diu (lub Dadra i Nagarhaweli i Daman i Diu), ang. Dadra and Nagar Haveli and Daman and Diu, hindi दादरा और नगर हवेली एवं दमन और दीव (trl. Dādrā aur Nāgar Havelī tathā Damaṇ aur Dīv), gudźarati દાદરા અને નગર હવેલી અને દમણ અને દીવ (trl. Dādrā ane Nagar Havelī ane Damaṇ ane Dīv) – terytorium związkowe Indii, ze stolicą w Damanie, utworzone 26 stycznia 2020 z połączenia terytoriów Dadra i Nagarhaweli oraz Daman i Diu.

## Podział administracyjny
Terytorium jest podzielone na trzy dystrykty:
| Dystrykt            | Powierzchnia (km²) | Liczba mieszkańców (2011) |
| ------------------- | ------------------ | ------------------------- |
| Daman               | 72                 | 190 855                   |
| Diu                 | 39                 | 52 056                    |
| Dadra i Nagarhaweli | 491                | 342 853                   |
| Σ                   | 602                | 585 764                   |